# Westland Widgeon (elicottero)
Il Westland Widgeon fu un elicottero sviluppato dall'azienda britannica Westland Aircraft nella metà degli anni cinquanta. Di fatto questo apparecchio non era altro che una evoluzione del Westland WS-51 Dragonfly.

## Storia del progetto
Su propria iniziativa la Westland decise di sviluppare una versione migliorata del Westland WS-51 Dragonfly, incrementando lo spazio a bordo della cabina di comando e sostituendo le componenti meccaniche principali del Dragonfly utilizzando le componenti prodotte per il Westland Whirlwind. Le prime versioni del Dragonfly che comprendevano la serie 1A furono opportunamente modificate e rinominate in WS-51 Serie 2 Widgeon. Il primo apparecchio di questa versione si alzò in volo per la prima volta il 23 agosto 1955.
Per un certo periodo si prese in considerazione la possibilità di modificare 24 Dragonfly in servizio con la Fleet Air Arm allo standard Dragonfly HC.7 ma il progetto fu abbandonato.
Il Widgeon fu un successo dal punto di vista tecnico ma ciò nonostante l'elicottero non ebbe un grande successo dal punto di vista commerciale.

## Utilizzatori

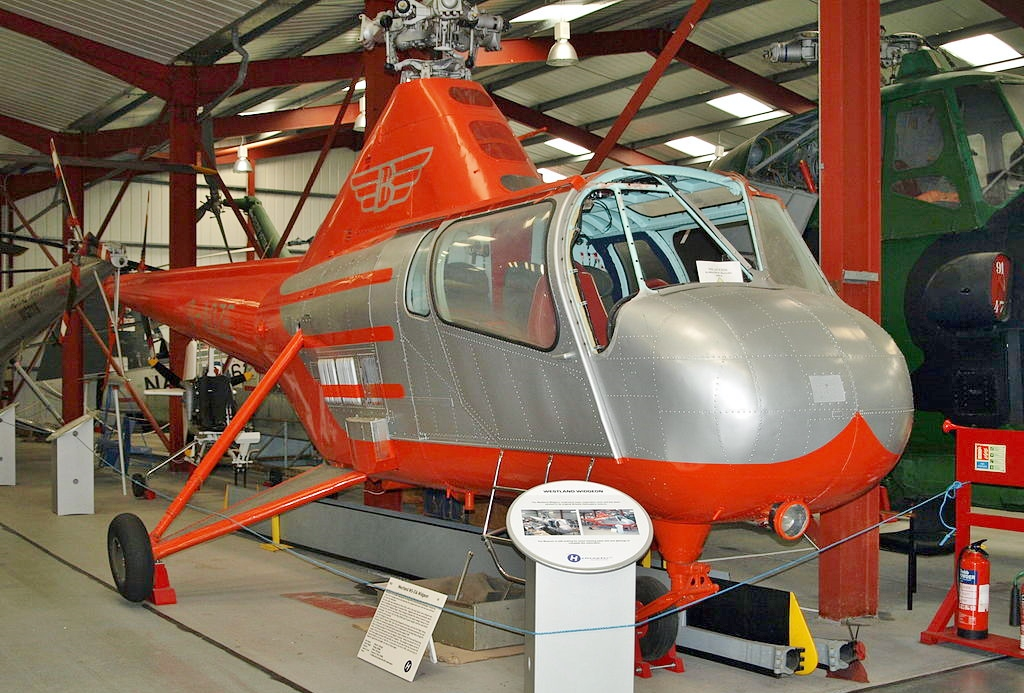
Il Westland WS-51A Widgeon Series 2, G-AOZE, C/n. WA/H/141, in esposizione presso l'Helicopter Museum di Weston-super-Mare.

### Civili
Regno Unito
- Bristow Helicopters

### Governativi
Hong Kong
- Hong Kong Police

operò con due esemplari.

### Militari
Biafra
- Biafran Air Force

operò con tre esemplari.
 Brasile
- Marinha do Brasil

operò con tre esemplari.
 Ceylon
- Royal Ceylon Air Force

operò con due esemplari.
 Hong Kong
- Royal Hong Kong Auxiliary Air Force

 Giappone
 Giordania
- Al-Quwwat al-Jawwiyya al-malikiyya al-Urdunniyya

operò con due esemplari.
 Nigeria
- Nigerian Air Force

operò con un esemplare ex Biafran Air Force catturato nei pressi di Udi e che entrò in servizio con il numero di matricola NAF510.